# Rosalie Filleul
Anne-Rosalie Filleul (París, 1752 - París, 24 de julio de 1794) fue una pintora francesa.
Se formó en el taller de Gabriel Briard junto con Vigée Lebrun. Por su origen familiar así como por sus propias convicciones, su técnica y su estilo eran aristocráticos.
Entre sus obras figuran retratos de Luis, conde de Artois, y de los hijos del mismo. Ambas obras se encuentran en las colecciones del palacio de Versalles.
Favorable a la revolución en su versión constitucional Rosalie pensó que no tenía nada que temer de los eventos de la Revolución Francesa. Asumió el riesgo de llevar el duelo el día de Reyes (1794). Poseía unos muebles desechados del Chateau de la Muette que tenían la marca real.  Fue imprudente y confió algunos de ellos a un corredor para su venta. Denunciada a la Comisión de Seguridad General, fue sometida a una vigilancia especial por el oficial de policía Blache que la sorprendió en casa de su marchante. Probados los hechos fue condenada a muerte junto a su amiga Margarite-Emilia Chalgrin, acusadas de robo y ocultamiento de objetos pertenecientes a la República por el Tribunal Revolucionario. A pesar de la intervención de Carle Vernet en favor de su hermana Mme Chalgrin, ambas mujeres fueron guillotinadas junto a sus cómplices. Su memoria se conserva en la Capilla de la Sagrada Congregación de los corazones, 35 rue de Picpus en París (placa de guillotinado Nº 1166), al lado del cementerio revolucionario de París.